# Jean-François Charbonnier
Pour les articles homonymes, voir Charbonnier.
Jean-François Charbonnier, né le 18 janvier 1959 à Lyon et mort le 7 décembre 2020 à Sainte-Foy-lès-Lyon, est un footballeur français. Il évoluait au poste de milieu de terrain.

## Biographie
Il commence sa carrière à Reims où il est surnommé « la tête en or » car il marque souvent de la tête.[réf. nécessaire]
Il joue ensuite en faveur du Paris SG, club avec lequel il remporte le titre de champion de France en 1986.
En 1986, il s'engage avec l'AS Cannes en Division 2 et participe à la remontée du club parmi l'élite après des barrages victorieux, notamment contre le FC Sochaux.
Il revient alors au Paris SG après cette unique saison à Cannes et sera vice-champion de France en 1989.
Après sa carrière de joueur, il entame une carrière d'entraîneur au sein du Paris FC (au poste d'adjoint) et de Créteil (entraîneur de l'équipe réserve en CFA 2).
Il meurt le 7 décembre 2020.

## Carrière
- 1977-1978 : AS Saint-Priest
- 1978-1984 : Stade de Reims
- 1984-1986 : Paris Saint-Germain
- 1986-1987 : AS Cannes
- 1987-1991 : Paris Saint-Germain
- 1991-1997 : Paris FC
- 2003-2011 : Corbas FC
- 2012-2014 : CS Ozon Saint-Symphorien
- 2015-???? : AS Craponne[3]

## Palmarès

### En club
- Champion de France en 1986 avec le Paris SG
- Vice-champion de France en 1989 avec le Paris SG
- Finaliste de la Coupe de France en 1985 avec le Paris SG

### Statistiques
- 134 matchs en Division 1
- 143 matchs en Division 2
- 5 matchs en Coupe de l'UEFA